# Лиша
Лиша (итал. Liscia) је насеље у Италији у округу Кјети, региону Абруцо.
Према процени из 2011. у насељу је живело 697 становника. Насеље се налази на надморској висини од 743 м.

## Становништво
Према резултатима пописа становништва 2011. у општини је живело 712 становника.
| 1931. | 1936. | 1951. | 1961. | 1971. | 1981. | 1991. | 2001. | 2011. |
| ----- | ----- | ----- | ----- | ----- | ----- | ----- | ----- | ----- |
| 1.321 | 1.355 | 1.363 | 1.215 | 1.102 | 1.015 | 887   | 813   | 712   |